# Valerio Donnianni
Valerio Donnianni (Vercelli, 16 febbraio 1960) è un ex tiratore a segno italiano.

## Biografia
Nato nel 1960 a Vercelli, ha partecipato alle sue prime competizioni nel tiro a segno a 14 anni.
A 28 anni ha partecipato ai Giochi olimpici di Seul 1988, nel bersaglio mobile 50 m, chiudendo 19º con 577 punti, non riuscendo ad accedere alla finale a 4.
4 anni dopo ha preso di nuovo parte alle Olimpiadi, quelle di Barcellona 1992, nel bersaglio mobile 10 m, arrivando 19º con 555 punti, non qualificandosi per la finale a 6.